# Tweede Kamerverkiezingen 2003/Kandidatenlijst/SGP
Dit is de kandidatenlijst voor de Tweede Kamerverkiezingen 2003 van de Nederlandse politieke partij SGP. Deze was identiek aan de lijst voor de verkiezingen van 2002.

## De lijst
- vet: verkozen
- schuin: voorkeurdrempel overschreden

1. Bas van der Vlies - 135.567 stemmen
2. Kees van der Staaij - 8.060
3. Elbert Dijkgraaf - 1.508
4. Eppie Klein - 868
5. Arie Noordergraaf - 344
6. Diederik van Dijk - 343
7. A.G. Bregman - 136
8. A. Weggeman - 219
9. P.C. den Uil - 226
10. Hans Tanis - 155
11. Gerrit Holdijk - 214
12. George van Heukelom - 187
13. M. Bogerd - 203
14. J.D. Heijkamp - 117
15. Roelof Bisschop - 165
16. Adri van Heteren - 254
17. F.W. de Boef - 58
18. Dirk-Jan Budding - 281
19. L. Bolier - 45
20. C.S.L. Janse - 34
21. L.G.I. Barth - 72
22. W. Fieret - 105
23. A.P. de Jong - 59
24. Peter Schalk - 57
25. A. Beens - 222
26. Bert Scholten - 240
27. J. Slingerland - 59
28. T. de Jong - 225
29. M.J. Kater - 77
30. Peter Zevenbergen - 205

1918 · 1922 · 1925 · 1929 · 1933 · 1937 · 1946 · 1948 · 1952 · 1956 · 1959 · 1963 · 1967 · 1971 · 1972 · 1977 · 1981 · 1982 · 1986 · 1989 · 1994 · 1998 · 2002 · 2003 · 2006 · 2010 · 2012 · 2017 · 2021 · 2023
CDA · LPF · VVD · PvdA · GroenLinks · SP · D66 · ChristenUnie · SGP · Leefbaar Nederland · DeConservatieven.nl · NCPN · Duurzaam Nederland · PvdT · Partij voor de Dieren · Lijst 16 · Vooruitstrevende Integratie Partij · AVD · Lijst Veldhoen